# Nacerdes californica
Nacerdes californica là một loài bọ cánh cứng trong họ Oedemeridae. Loài này được Horn miêu tả khoa học năm 1874.